# Șceaslîve, Zhurivka
Șceaslîve (în ucraineană Щасливе) este un sat în așezarea urbană Zhurivka din regiunea Kiev, Ucraina.

## Demografie
Componența lingvistică a localității Lenine
     Ucraineană (97,76%)
     Rusă (1,12%)
     Belarusă (1,12%)
Conform recensământului din 2001, majoritatea populației localității Șceaslîve era vorbitoare de ucraineană (97,76%), existând în minoritate și vorbitori de rusă (1,12%) și belarusă (1,12%).